# Write-only
A „write-only” (angol, ’csak író’; a read-only ’csak olvasható’ számítástechnikai kifejezés mintájára) tréfás angol kifejezés az interneten arra a felhasználóra, aki egy közösségi oldalon egyoldalúan kommunikál, a többi felhasználóval nem lép kapcsolatba. A „write-only” felhasználók gyakran kérdéseket tesznek fel fórumokon, azonban a kapott válaszokra nem reagálnak, vagy el sem olvassák őket. Az internetes közösségi oldalakon általában nem kedvelik az ilyen felhasználókat.